# 압구정로데오역
압구정로데오역(狎鷗亭로데오驛, Apgujeong Rodeo station)은 서울특별시 강남구 압구정동과 청담동, 신사동에 사이에 있는 수도권 전철 수인·분당선의 전철역이다. 역명으로 사용된 '압구정로데오'는 수도권 전철 3호선 압구정역과의 혼선 방지 차원에서 확정된 것이다. 서울숲역에서 이 역까지는 한강 하저터널로 연결되어 있다.

## 역사
- 2012년 9월 18일 : 철도거리표 고시[1]
- 2012년 10월 6일 : 분당선 왕십리 ~ 선릉 구간 개통과 더불어 영업 시작

## 역 구조
2면 2선의 상대식 승강장을 갖추고 있으며, 스크린도어가 설치되어 있다.

#### 승강장
| ↑ 서울숲   |
| \| １      |
| 강남구청 ↓ |

| 1 | ● 수도권 전철 수인·분당선 | 선정릉 · 서현 · 수원 · 인천 방면 |
| 2 | ● 수도권 전철 수인·분당선 | 서울숲 · 왕십리 · 청량리 방면    |

## 역 주변
- 압구정로데오거리
- 갤러리아백화점 명품관
- 청담고등학교
- 나무엑터스
- 압구정 한양아파트
- 학동사거리
- 한류스타거리 (K-Star Road)

## 논란

### 역명 제정 논란
이 역은 압구정동 (과거 압구정2동)과 청담동 양쪽에 걸쳐 있었으나 2010~2011년 당시 공사 중의 임시 역명은 "청담역"이었으며 서울 지하철 7호선의 청담역이 이미 있었기에 이와 구별하기 위해 "신청담역"이라는 이름으로 많은 비공식 노선도와 지도 등을 통해 알려졌었다. 역명을 정할때 동일한 이름이 있는 경우 간단히 앞쪽에  “신” 자를 넣는 경향을 이 역에도 적용한 것으로 보였다. 개통을 앞두고 강남구청은 역명으로 국문 전문위원들의 의견인 "청수나루역" 과 이지역 주민들의 의견인 "압구정로데오역"을 내면서 역명은 다섯 글자 까지가 바람직하다는 의견을 제시한 것으로 알려져 있다. 이후 한국철도공사는 역명제정심의위원회를 열어 "청수나루역"으로 제정했다. 이에 압구정동 주민들이 역명에 대한 의견 충돌 문제로 반발하자 강남구청과의 협의를 거쳐 역명제정 재심의에서 "압구정로데오역"으로 확정지었다. 역명 확정 이후 인근 청담동 주민들이 기존의 임시 역명인 "신청담역"을 강하게 요구하기도 하였다.

## 이용객 변동
2012년 자료는 개통일인 2012년 10월 6일부터 12월 31일까지인 87일 기준으로 환산한 것이다.
| 노선   | 노선 | 일평균 인원수 (명/일) | 일평균 인원수 (명/일) | 일평균 인원수 (명/일) | 일평균 인원수 (명/일) | 일평균 인원수 (명/일) | 일평균 인원수 (명/일) | 일평균 인원수 (명/일) | 일평균 인원수 (명/일) | 일평균 인원수 (명/일) | 일평균 인원수 (명/일) | 일평균 인원수 (명/일) | 일평균 인원수 (명/일) | 일평균 인원수 (명/일) | 일평균 인원수 (명/일) | 각주  |
| 노선   | 노선 | 2010년                | 2011년                | 2012년                | 2013년                | 2014년                | 2015년                | 2016년                | 2017년                | 2018년                | 2019년                | 2020년                | 2021년                | 2022년                | 2023년                | 각주  |
| ------ | ---- | --------------------- | --------------------- | --------------------- | --------------------- | --------------------- | --------------------- | --------------------- | --------------------- | --------------------- | --------------------- | --------------------- | --------------------- | --------------------- | --------------------- | ----- |
| 분당선 | 승차 | 미개통                | 미개통                | 8,640                 | 12,152                | 13,965                | 14,266                | 14,412                | 14,470                | 15,208                | 16,836                | 13,675                | 15,770                | 17,669                | 18,935                | [ 4 ] |
| 분당선 | 하차 | 미개통                | 미개통                | 9,311                 | 13,742                | 15,746                | 16,123                | 16,292                | 16,455                | 17,218                | 18,661                | 15,621                | 17,375                | 19,942                | 21,277                | [ 4 ] |

## 사진

2번 출입구
개찰구

## 인접한 역
| 분당선                  | 분당선                                     | 분당선                            |
| ----------------------- | ------------------------------------------ | --------------------------------- |
| K211 서울숲 청량리 방면 | ● 수도권 전철 수인·분당선 완행 분당선 급행 | K213 강남구청 고색 방면 인천 방면 |